# Bá Thước (huyện)
Bá Thước là một huyện miền núi nằm ở phía tây tỉnh Thanh Hóa, Việt Nam.

## Địa lý

### Vị trí địa lý
Huyện Bá Thước nằm ở phía tây của tỉnh Thanh Hóa, có vị trí địa lý:
- Phía đông giáp huyện Thạch Thành và huyện Cẩm Thủy
- Phía tây giáp huyện Quan Sơn và huyện Quan Hóa
- Phía nam giáp huyện Ngọc Lặc và huyện Lang Chánh
- Phía bắc giáp huyện Mai Châu, huyện Tân Lạc và huyện Lạc Sơn thuộc tỉnh Hòa Bình.

Huyện Bá Thước có diện tích tự nhiên 777,57 km², dân số năm 2022 là 116.103 người, mật độ dân số đạt 149 người/km².
Các dân tộc chủ yếu gồm: Mường, Thái, Kinh... trong đó người Kinh hầu hết không phải là dân bản xứ gốc mà là di dân từ vùng xuôi như các huyện Hoằng Hóa, Thiệu Hóa, Vĩnh Lộc,... theo chương trình di dân kinh tế mới của nhà nước hoặc dân buôn bán định cư lại.

### Tài nguyên
Bá Thước là một huyện miền núi thuộc vùng sâu vùng xa, giao thông vận tải không thuận lợi nên kinh tế còn nhiều khó khăn, tài nguyên rừng rất lớn nhưng chưa được khai thác hợp lý, nạn phá rừng còn xảy ra phổ biến. Rừng Bá Thước có rất nhiều gỗ quý như lim, lát, kiêng, ngù hương,... ngoài ra còn có cây đặc trưng là cây luồng (là một loại thuộc họ tre nhưng thân thẳng, chắc được dùng nhiều trong xây dựng cơ bản...).

## Lịch sử
Địa bàn huyện Bá Thước ngày nay trước đây thuộc vùng Đô Lung, thuộc quận Cửu Chân, Trường Lâm, từ thời Bắc thuộc.
Đến thời Trần Thuận Tông, năm Quang Thái thứ 10 (năm 1397), vùng này thuộc huyện Lỗi Giang, châu Thanh Hóa, trấn Thanh Đô.
Thời Lê Thánh Tông, năm Quang Thuận thứ 10 (năm 1469), vùng thuộc châu Quan Gia, phủ Thanh Đô, thừa tuyên Thanh Hóa.
Đến năm Hồng Đức thứ 21 (năm 1490), thì thuộc phủ Thiệu Thiên, xứ Thanh Hóa.
Thời Minh Mạng là vùng đất thuộc châu Quan Hóa, phủ Thiệu Hóa, tỉnh Thanh Hóa.
Năm Thiệu Trị thứ 3 (năm 1843), thì thuộc phủ Quảng Hóa.
Đến năm Khải Định thứ 10 (năm 1925), thì đặt châu Tân Hóa, lấy đất từ 4 tổng của châu Quan Hóa là Thiết Ống, Cổ Lũng, Sa Lung và Điền Lư.
Năm 1945, châu Tân Hóa được đổi tên thành huyện Bá Thước để vinh danh một thủ lĩnh phong trào Cần Vương là Cầm Bá Thước và giữ nguyên tên này cho đến ngày nay, ban đầu gồm 7 xã: Ban Công, Hồ Điền, Lâm Xa, Lương Trung, Quốc Thành, Thiết Ống và Văn Nho.
Năm 1956, chuyển xã Lũng Văn về huyện Tân Lạc và huyện Lạc Sơn của tỉnh Hòa Bình quản lý.
Ngày 2 tháng 4 năm 1964: 
- Chia xã Quốc Thành thành 5 xã: Lũng Cao, Thành Sơn, Thành Lâm, Lũng Niêm và Cổ Lũng
- Chia xã Hồ Điền thành 4 xã: Điền Lư, Điền Quang, Điền Thượng và Điền Hạ
- Chia xã Lương Trung thành 4 xã: Lương Trung, Hạ Trung, Lương Ngoại và Lương Nội
- Chia xã Văn Nho thành 3 xã: Văn Nho, Thiết Kế và Kỳ Tân
- Chia xã Lâm Xa thành 2 xã: Ái Thượng và Lâm Xa.

Ngày 9 tháng 2 năm 1965, thành lập xã Tân Lập.
Ngày 14 tháng 12 năm 1984, chia xã Điền Lư thành 2 xã: Điền Lư và Điền Trung.
Ngày 23 tháng 8 năm 1994, chia xã Lâm Xa thành xã Lâm Xa và thị trấn Cành Nàng (thị trấn huyện lỵ huyện Bá Thước).
Ngày 1 tháng 12 năm 2019, sáp nhập các xã Lâm Xa và Tân Lập vào thị trấn Cành Nàng.
Huyện Bá Thước có 1 thị trấn và 20 xã như hiện nay.

## Hành chính
Huyện Bá Thước có 21 đơn vị hành chính cấp xã trực thuộc, bao gồm thị trấn Cành Nàng (huyện lỵ) và 20 xã: Ái Thượng, Ban Công, Cổ Lũng, Điền Hạ, Điền Lư, Điền Quang, Điền Thượng, Điền Trung, Hạ Trung, Kỳ Tân, Lũng Cao, Lũng Niêm, Lương Ngoại, Lương Nội, Lương Trung, Thành Lâm, Thành Sơn, Thiết Kế, Thiết Ống, Văn Nho.
| Tên           | Diện tích (km²) | Dân số (người) |
| ------------- | --------------- | -------------- |
| Thị trấn (01) |                 |                |
| Cành Nàng     | 25,22           | 10.527         |
| Xã (20)       |                 |                |
| Ái Thượng     | 26,99           | 5.520          |
| Ban Công      | 43,63           | 6.902          |
| Cổ Lũng       | 49,01           | 4.212          |
| Điền Hạ       | 35,67           | 4.666          |
| Điền Lư       | 17,15           | 7.531          |
| Điền Quang    | 25,62           | 8.033          |
| Điền Thượng   | 42,38           | 3.775          |
| Điền Trung    | 22,40           | 7.847          |
| Hạ Trung      | 37,25           | 3.719          |

| Tên         | Diện tích (km²) | Dân số (người) |
| ----------- | --------------- | -------------- |
| Kỳ Tân      | 29,94           | 4.083          |
| Lũng Cao    | 78,04           | 5.395          |
| Lũng Niêm   | 14,93           | 3.469          |
| Lương Ngoại | 30,28           | 4.000          |
| Lương Nội   | 58,12           | 5.081          |
| Lương Trung | 45,04           | 6.058          |
| Thành Lâm   | 28,40           | 3.715          |
| Thành Sơn   | 38,38           | 2.350          |
| Thiết Kế    | 28,07           | 3.589          |
| Thiết Ống   | 66,25           | 9.732          |
| Văn Nho     | 34,83           | 5.899          |

## Kinh tế – xã hội

### Kinh tế
Bá Thước là một trong 7 huyện miền núi gặp khó khăn ở Thanh Hóa và là một trong những huyện nghèo của Việt Nam. Ước tính tỉ lệ nghèo ở Bá Thước là 21,5%. Đời sống người dân tuy còn khó khăn nhưng đang cải thiện dần, trồng cây ăn quả, giữ ổn định đầu ra của sản phẩm, thu hút khách du lịch là những việc mà huyện đang tạo tiền đề cho kinh tế phát triển. GDP bình quân đầu người đạt 617 USD/người. Cơ cấu kinh tế: nông - lâm nghiệp chiếm 58%, công nghiệp chiếm 17%, dịch vụ chiếm 25%.
Thị trấn Cành Nàng (tiếng Mường) là trung tâm kinh tế của huyện. Ngoài ra còn có xã Điền Lư cũng khá phát triển, được xem là trung tâm của khu vực Hồ Điền - Quý Lương, có phố Điền Lư với 1 bưu điện, 1 ngân hàng và chợ Điền Lư. Bên cạnh đó còn có phố Đồng Tâm thuộc xã Thiết Ống với 1 bưu điện và 1 chợ.

### Giáo dục
Trên địa bàn huyện Bá Thước có 3 trường trung học phổ thông:
- THPT Hà Văn Mao
- THPT Bá Thước
- THPT Bá Thước 3.

Ngoài ra, huyện còn có một trường bổ túc văn hóa.

### Du lịch

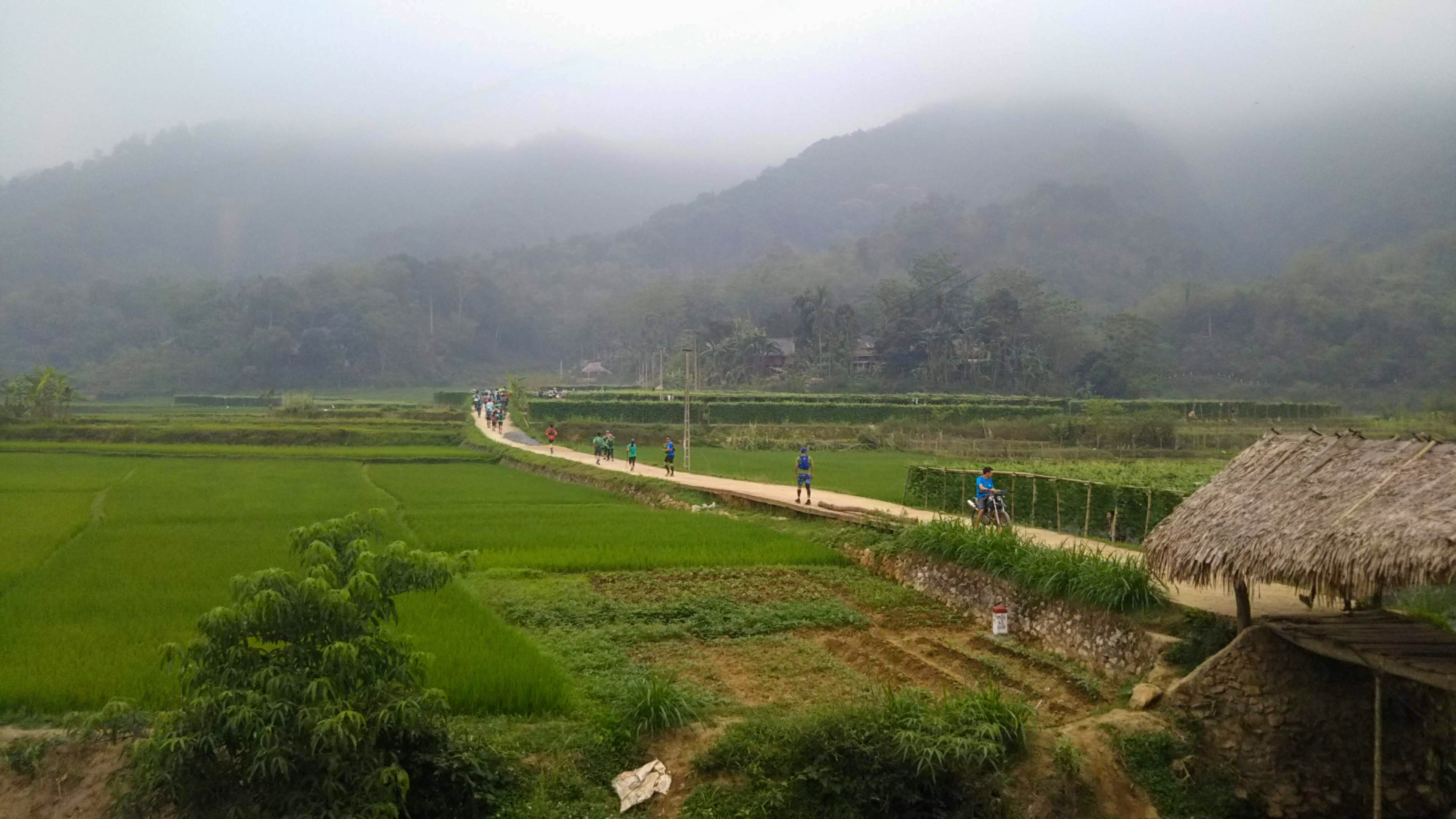
Các vận động viên chạy Marathon xuyên qua một điểm dân cư ở khu bảo tồn Pù Luông.

Bá Thước có nhiều danh lam thắng cảnh thiên nhiên chưa được khai thác như: khu bảo tồn thiên nhiên Pù Luông, thác Mơ ở xã Điền Quang, đập Điền Hạ, thác Hiêu (Hươu), hang Dơi (Kho Mường), suối Cá thần ở xã Văn Nho... đi kèm với các thắng cảnh này là một hệ thống hang động rất đẹp và nhiều các sản vật quý của rừng.

## Đặc sản
Bá Thước có đặc sản là vịt Cổ Lũng, một giống vịt nuôi quý hiếm được nhà nước Việt Nam công nhận là một giống vật nuôi nội địa được phép sản xuất, kinh doanh, lưu hành trong lãnh thổ Việt Nam.